# トリコーロン
トリコーロン（Tricolon, 複数形：tricola）とは、長さの等しい3つのはっきり意味の明示されたコーロン（Colon）を伴う文のこと。通常、独立した節で、徐々に力が強まる。
- 来た、見た、勝った - ガイウス・ユリウス・カエサル
- 掘った奪った逃げた - 1979年のフランス映画『Les Égouts du paradis』の邦題（配給：ジョイパックフィルム）

## その他の例
エイブラハム・リンカーンもその演説の多くでトリコーロンを用いている。
- We cannot dedicate -- we cannot consecrate -- we cannot hallow... - ゲティスバーグ演説から。
- with malice toward none, with charity toward all, with firmness in the right... - 大統領就任演説から

## 分類
語の長さが長くなるトリコーロンは「tricolon crescens」（上昇するトリコーロン）と呼ばれる。一方、語の長さが短くなるトリコーロンは「tricolon diminuens」（下降するトリコーロン）と呼ばれる。